# Francisco Javier Mauleón
Francisco Javier Mauleón (Vitoria-Gasteiz, 16 september 1965) is een voormalig Spaans wielrenner.

## Levensloop en carrière
Mauleón werd prof in 1987 en bleef dat tot 1998. In 1987 won hij Circuito Montañés, in 1988 de Ronde van Aragon en in 1992 won hij een rit in de Ronde van Spanje.

## Resultaten in voornaamste wedstrijden
| Jaar | Ronde van Italië | Ronde van Frankrijk | Ronde van Spanje |
| ---- | ---------------- | ------------------- | ---------------- |
| 1989 |                  |                     | 61e              |
| 1990 | 25e              |                     | 47e              |
| 1991 |                  | 55e                 | 21e              |
| 1992 |                  | 19e                 | 9e (1)           |
| 1993 |                  | 26e                 | 20e              |
| 1994 |                  |                     |                  |
| 1995 | 19e              | opgave              |                  |
| 1996 |                  |                     | 18e              |
| 1997 |                  | 85e                 | 67e              |
| 1998 |                  | opgave              |                  |